# Schloss Droß
Das Schloss Droß, früher auch Burg Droß genannt, ist ein denkmalgeschütztes Schloss in der Gemeinde Droß im Bezirk Krems-Land in Niederösterreich.

## Geschichte
1156 wird „Ruediger de Drozze“ erstmals urkundlich genannt. Die Schlosskapelle St. Georg wird bereits 1135 erwähnt. 1295 wurde die Burg landesfürstlich. 1427 gibt Albrecht V. die Burg unter Vorbehalt des Kirchenpatronats an Georg Mühlfelder in Ansehung der geleisteten Dienste bei der Hussitenabwehr zu Lehen. Seine Nachfahren werden von König Ladislaus Postumus mit der ganzen Burg Droß belehnt, jedoch wiederum mit Ausnahme des Droßer Kirchenpatronats.
Ab 1604 wechselten die Besitzer häufig (u. a. die Grafen Abensperg und Traun). 1671 beschädigt ein Brand das Schloss, das 1726 umgebaut wurde. 1884 gelangte das Schloss an Wilhelm Ritter v. Gutmann, dessen Familie bis nach 1945 Eigentümer bleibt. Gegen Ende des Zweiten Weltkrieges wurden bis zur Befreiung im Mai 1945 waren hier ungarische Juden untergebracht, die als Zwangsarbeiter für Waldarbeiten und für Arbeiten in verschiedenen Betrieben herangezogen wurden.
Danach folgen die Österr. Bundesforste und letztlich der heutige Besitzer Franz Haubenberger.

## Beschreibung
Das Schloss liegt am Südrand des Dorfes, auf einer erhöhten Terrasse an der Straße nach Senftenberg. Die heutige Anlage befindet sich an der Stelle einer mittelalterlichen Burg, die der 4-Flügel-Anlage weichen musste. Das heutige Erscheinungsbild geht auf eine Barockumgestaltung um 1726 zurück. Die als Hauptfront anzusehende Ostseite ist durch einen Torturm mit Zwiebelhelm über der Einfahrt betont, die 4 Ecken sind durch gebäudehohe, übereck stehende Fassadentürme mit geschweiften Spitzdächern akzentuiert.